# Løgstør Kommune
Løgstør Kommune i Nordjyllands Amt blev dannet ved kommunalreformen i 1970. Ved strukturreformen i 2007 indgik den sammen med Aalestrup Kommune (delvis), Farsø Kommune og Aars Kommune i Vesthimmerlands Kommune.

## Tidligere kommuner
Løgstør havde været købstad, men det begreb mistede sin betydning ved kommunalreformen. 6 sognekommuner blev lagt sammen med Løgstør Købstad til Løgstør Kommune.
| Kommune                     | Folketal 1. januar 1970 | Byer                |
| --------------------------- | ----------------------- | ------------------- |
| Løgstør Købstad             | 3.654                   | Løgstør             |
| Aggersborg                  | 693                     | Aggersund           |
| Kornum-Løgsted              | 778                     |                     |
| Næsborg-Skarpsalling-Oudrup | 1.402                   |                     |
| Overlade                    | 1.273                   | Overlade            |
| Ranum-Malle                 | 2.329                   | Ranum               |
| Vilsted-Vindblæs            | 1.171                   | Vilsted og Vindblæs |
| I alt                       | 11.300                  |                     |

## Sogne
Løgstør Kommune bestod af følgende sogne, alle fra Slet Herred undtagen Aggersborg, der havde hørt til Øster Han Herred, og Overlade, der havde hørt til Års Herred:
- Aggersborg Sogn
- Kornum Sogn
- Løgsted Sogn
- Løgstør Sogn
- Malle Sogn
- Næsborg Sogn
- Oudrup Sogn
- Overlade Sogn
- Ranum Sogn
- Skarp Salling Sogn
- Vilsted Sogn
- Vindblæs Sogn

## Borgmestre[2]
| Periode   | Navn                | Parti             |
| --------- | ------------------- | ----------------- |
| 1970-1974 | Henrik Worm Nielsen | Venstre           |
| 1974-1987 | Christian Mejdahl   | Venstre           |
| 1987-1990 | Karl Laut           | Venstre           |
| 1990-1998 | Leif Højbjerg       | Socialdemokratiet |
| 1998-2006 | Jens Lauritzen      | Venstre           |